# 楊祚
楊祚，三國時期魏國人，公孫淵部下，將軍。公孫淵叛魏後被司馬懿討伐，受命迎擊司馬懿，被將軍胡遵擊敗。司馬懿領軍突襲襄平，楊祚等被迫撤軍營救。司馬懿軍至首山時楊祚再次被派往迎戰，又敗。司馬懿圍襄平城其間投降。